# سنگ صبور (فیلم ۲۰۱۲)
سنگ صبور عنوان فیلمی فرانسوی-افغان در ژانر درام جنگی به کارگردانی عتیق رحیمی است که در سال ۲۰۱۲ ساخته شده است. عتیق رحیمی، نویسنده و کارگردان افغانستانی-فرانسوی این فیلم است که آن را بر اساس رمانی با همین نام نوشته ژان-کلود کریر و خودش؛ ساخته است. گلشیفته فراهانی، حمید جاودان، مسیح مروت و حسینا بورقان از بازیگران این فیلم هستند. این فیلم به عنوان نماینده افغانستان در هشتاد و پنجمین دوره رقابت‌های جایزه اسکار بخش بهترین فیلم خارجی‌زبان انتخاب شد؛ اگرچه نامزد نشد. گلشیفته فراهانی نیز، برای بازی در این فیلم نامزد بهترین بازیگر با استعداد زن جوان در سی و نهمین دوره مراسم سینمایی سزار فرانسه شد.
گلشیفته فراهانی نقش یک زن افغان که پرستاری شوهرش را بر عهده دارد، بازی می‌کند.

## داستان
این فیلم و کتاب براساس یکی ازاساطیر کهن ایرانی، سنگ صبوراست، سنگی جادویی که به راز ها و سختی های مردم گوش می کند. هنگامی که همه چیز گفته شد، سنگ منفجر می شود، گویی بار شخص به آن منتقل شده و فرد از حالت افسرد گی خود خلاص می شود. داستان در جایی، در افغانستان جنگ‌زده اتفاق می‌افتد و درباره زن جوانی  است که در اتاقی مخروبه مراقب شوهر بیمارش است. او به دلیل اصابت گلوله به گردن به حالت نباتی کاهش یافته و دوستان و حتی برادرانش او را رها کرده اند.
یک روز زن تصمیم می گیرد حقیقت را به شوهر ساکتش بگوید و احساسات خود را در مورد رابطه آنها برای او توضیح دهد. او از کودکی‌اش، رنج‌ها، ناامیدی‌هایش، تنهایی‌هایش، رویاهایش، آرزوهایش می‌گوید. او چیزهایی می گوید که قبلا هرگز نمی توانست بگوید، حتی با وجود اینکه آنها 10 سال است که ازدواج کرده اند. شوهر فلج ناخودآگاه به سنگ صبور او تبدیل می شود و تمام رنج ها و افکار سرکوب شده پنهانی او را به خود جذب می کند.
زن در انتظار بهبود شوهرش، برای زنده ماندن و زندگی تلاش می کند. او به عمه اش که یک فاحشه است و تنها خویشاوندی است که او را درک می کند، پناه می برد. زن با کلماتی که متهورانه به شوهرش می‌ گوید به دنبال رهایی از رنج است. در همین حین او با یک سرباز جوان که از نظر مالی و تعمیر خانه به او کمک می کند رابطه برقرار می کند.
این داستان همچنین مشکلات اجتماعی مانند مرد سالاری و این واقعیت که بسیاری از زنان افغان برای مدت طولانی مورد بی توجهی و تحقیر قرار گرفته اند را آشکار می کند.